# Conted
Conted Dorohoi este o companie producătoare de confecții din România
Compania produce confecții în sistem lohn pentru branduri internaționale precum Zara, Massimo-Dutti, Celio, Tommy Hilfiger, Benetton, Diesel sau Esprit, producția constând în special în sacouri, pantaloni și paltoane.
Firma este controlată de trei persoane fizice: Manole Popa, cu 25,5% din acțiuni, Nelu Pujină, cu o participație de 20,2%, și Valeria Negreanu, cu 10%.
Compania este listată pe piața RASDAQ sub simbolul CNTE.
Cifra de afaceri în 2012: 4 milioane euro 